# Mark Sanger
Pour les articles homonymes, voir Sanger.
Mark Sanger (ACE) est un monteur britannique né le 13 janvier 1974  à Hemel Hempstead (Hertfordshire), dans l'aire urbaine de Londres.

## Biographie
Mark Sanger quitte l'école rapidement pour entrer dans le monde du cinéma, et il devient assistant monteur, puis monteur. Demain ne meurt jamais est son premier travail de montage sur pellicule 35 mm. Il sera capable par la suite de faire la transition vers le numérique.

## Filmographie (sélection)
- 1997 : Demain ne meurt jamais (Tomorrow Never Dies) de Roger Spottiswoode
- 1999 : Le monde ne suffit pas (The World is not Enough) de Michael Apted
- 1999 : Le Voyage de Félicia (Felicia's Journey) d'Atom Egoyan
- 1999 : La Momie (The Mummy) de Stephen Sommers
- 2000 : 102 Dalmatiens (102 Dalmatians) de Kevin Lima
- 2001 : Le Retour de la momie (The Mummy Returns) de Stephen Sommers
- 2002 : Meurs un autre jour (Die Another Day) de Lee Tamahori
- 2004 : Troie (Troy) de Wolfgang Petersen
- 2005 : Charlie et la Chocolaterie (Charlie and the Chocolate Factory) de Tim Burton
- 2006 : Les Fils de l'homme (Children of Men) d'Alfonso Cuarón
- 2007 : Sweeney Todd : Le Diabolique Barbier de Fleet Street (Sweeney Todd: The Demon Barber of Fleet Street) de Tim Burton
- 2008 : Le Secret de Moonacre (The Secret of Moonacre) de Gábor Csupó
- 2010 : Alice au pays des merveilles (Alice in Wonderland) de Tim Burton
- 2013 : Gravity d'Alfonso Cuarón
- 2018 : Mowgli : La Légende de la jungle (Mowgli: Legend of the Jungle) d'Andy Serkis
- 2019 : Hellboy de Neil Marshall
- 2019 : Pokémon: Detective Pikachu de Rob Letterman
- 2022 : Jurassic World : Le Monde d'après (Jurassic World: Dominion) de Colin Trevorrow
- 2023 : Blanche-Neige (Snow White) de Marc Webb

## Distinctions

### Récompenses
- Oscars 2014 : Oscar du meilleur montage pour Gravity
- BAFTA 2014 : British Academy Film Award du meilleur montage pour Gravity